# EN 13606
보건 정보학 - 전자의무기록 통신(Health informatics - Electronic Health Record Communication, EN 13606)은 환자의 전자의무기록 (EHR) 통신을 위한 정보 아키텍처의 유럽 표준이었다. 이 표준은 나중에 ISO 13606으로 채택되었고, 그 후 ISO 13606-2로, 최근에는 ISO 13606-5:2010으로 대체되었다.
이 표준은 전자 메시지 또는 분산 객체로서 EHR 데이터를 통신(접근, 전송, 추가 또는 수정)해야 하는 시스템 및 구성 요소의 상호 운용성을 지원하기 위한 것이었다:
- 작성자가 의도한 원래 임상적 의미 보존
- 작성자 및 환자가 의도한 데이터의 기밀성 반영

## 같이 보기
- 임상 문서 아키텍처 (CDA)
- 임상 데이터 교환 표준 컨소시엄 (CDISC)
- 진료 연속성 기록
- 유럽 보건 기록 연구소
- 보건 정보 서비스 아키텍처 (HISA)